# بلنی سرخاردار
ماهی بلنی سرخاردار، ماهی بلنی سرخاری یا ماهی بلنی خاربه‌سر (به انگلیسی: Spinyhead blenny) گونه‌ای از ماهی‌های بلنی بومی استوایی در اقیانوس اطلس غربی و دریای کارائیب است.

## ویژگی‌ها
بلنی خاربه‌سر دارای رنگ سیاه، سفید و قرمز خال‌دار در کل بدن است که نسبتاً کشیده‌است. همانند اکثر بلنی‌ها، سر این جانور دارای زائده‌های کوچک و مومانند در بالای چشم‌های بزرگ و قرمزشان است. باله پشتی این ماهی، دارای ۲۰ تا ۲۲ خار و ۱۳ تا ۱۶ خط است. باله مقعدی دارای دو خار و ۲۱ تا ۲۵ خط است. اندازه ماهی حداکثر به ۲٫۸ سانتیمتر (۱٫۱ اینچ) می‌رسد.

## پراکنش و زیستگاه
بلنی خاربه‌سر بومی مناطق حاره‌ای غربی اقیانوس اطلس و دریای کارائیب است. دامنه آن از آنتیل، باهاما و فلوریدا تا کوراسائو گسترش می‌یابد. این ماهی معمولاً در صخره‌های کوچک و سنگی احاطه‌شده توسط شن و ماسه زندگی می‌کند و از آنجا که عادت دارد سوراخ یک مرجان یا سوراخ‌های لوله‌ای خالی یک کرم را اشغال کند، درحالی‌که سَر خود را بیرون از آن گذاشته‌است، به عنوان بلنی لوله‌ای شناخته می‌شود. عمق محل زندگی این ماهی تا حدود ۲۰ متر (۶۶ فوت) می‌رود.

## رفتار
بلنی خاربه‌سر اغلب در مرجان شاخ الک (Acropora palmata) یا در سوراخ‌های لوله‌ای خالی نرم تنان و کرم‌های بادبزن یافت می‌شود. رقابت برای اشغال حفره‌های مناسب تنگاتنگ است و هر سوراخی که خالی می‌شود، به سرعت توسط دیگری اشغال می‌شود. هر بلنی در سوراخ خود باقی می‌ماند، مگر آنکه پس از جنگ با یک ماهی بزرگ‌تر ناچار به ترک آن شود. بلنی‌ها توانایی یافتن راه خود به سوراخ‌های اصلی‌شان تا فاصله ۵ متر (۱۶ فوت) هستند، لذا می‌توانند گاهی سوراخ‌های خود را ترک کنند تا مناطق پیرامون را جستجو کنند. آنها تغذیه‌کنندگان فرصت‌طلبی هستند و به جای آنکه فعالانه شکار کنند، ترجیح می‌دهند تا به سرعت خود را به بیرون از سوراخ پرتاب کنند تا تکه‌های غذای معلق در جریان‌های آبی را بازیابی کنند. رژیم غذایی آنها عمدتاً از سخت‌پوستان کوچک و ذرات پلانکتونی تشکیل شده‌است.
در آکواریوم خانگی، آنها سرگرم‌کننده هستند و به مراقبت زیادی نیاز ندارند. آنها از جمله ماهیانی هستند که از خطر صخره‌های آکواریوم در امان هستند.

## نگارخانه

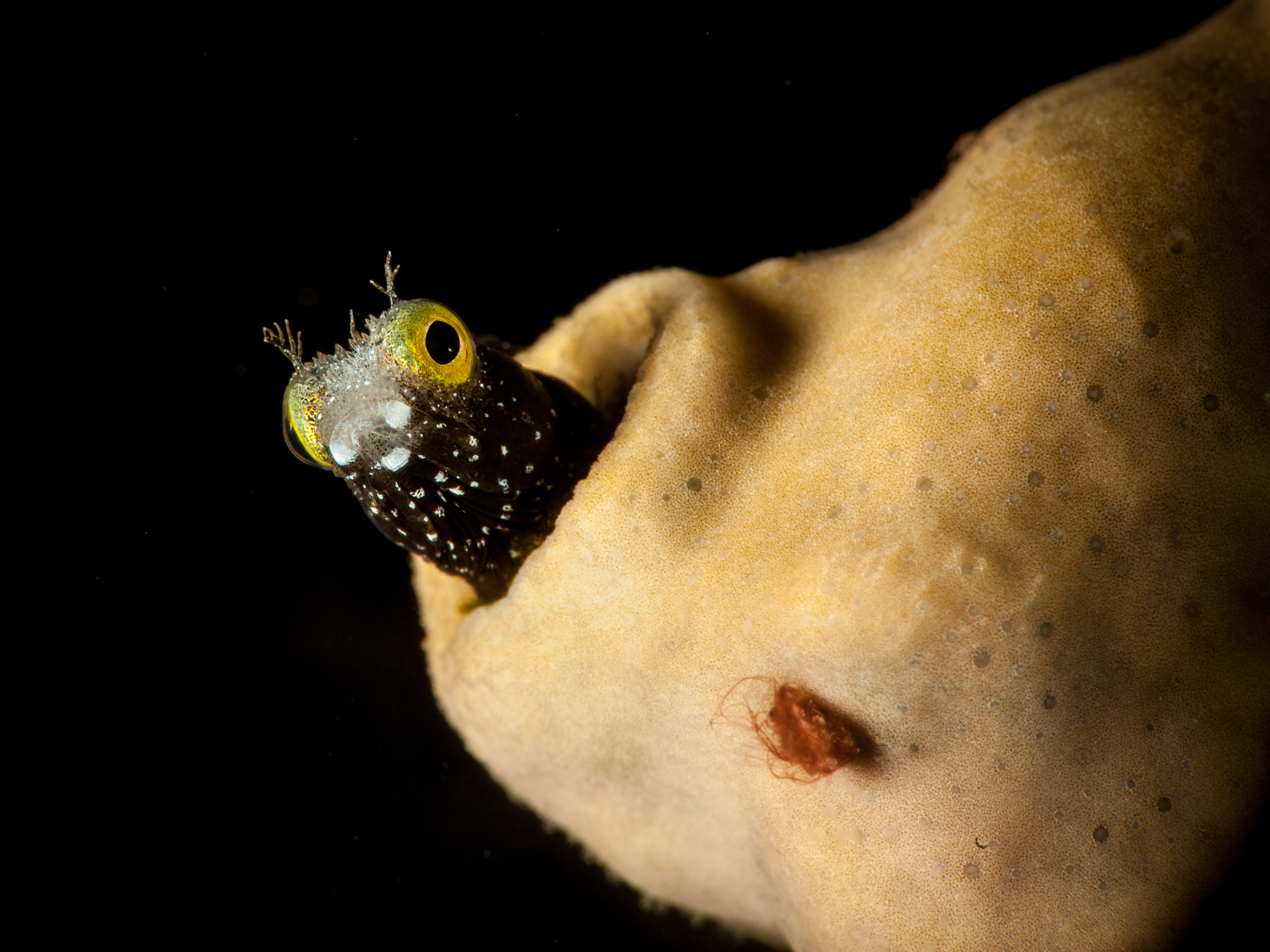
بلنی خاربه‌سر